# 夕空のクライフイズム
『夕空のクライフイズム』（ゆうぞらのクライフイズム）は、手原和憲による日本の漫画。『ビッグコミックスピリッツ』（小学館）で2014年2・3合併号から2016年22・23合併号まで連載。
高校サッカーを題材とした作品で、往年のサッカー選手であり指導者のヨハン・クライフが標榜した「美しく勝利せよ、無様に勝利することを恥と思え」との思想を絡めたストーリー構成となっている。作者の手原は「クライフ自身が破天荒な考えの持ち主だが、彼を知らなければ今ほどサッカーを楽しむことは出来なかった。彼の言葉の意味を考えながら作品を描いていきたい」と語っている。

## ストーリー
木登学園高校サッカー部2年生の今中はドリブルを得意とする選手だが、監督の茂木からはドリブルを否定され確実性のあるプレーを要求されている。他の部員も結果のためと割り切りつつも指導方針に疑問を抱いていたが、3年生が引退し新チームが始動しようとする矢先に茂木は他校の監督として引き抜かれる。代わりに今中らを中等部時代に指導していた雨宮が監督となるが、就任に際し「高校最後の試合で、観客を魅了する美しいサッカーをして美しく敗れよう」と提唱する。
新たな方針に当惑する部員たちだが、監督の娘でテクニカルコーチを務める雨ちゃんも加わり、チーム内に徐々に変化が生じていく。

## 登場人物

### 木登学園高校
今中 一輝（いまなか かずき）
この物語の主人公で高校2年生。ポジションはフォワード。背番号14。
ドリブルを得意とするタイプの選手だが身体能力は低い。中等部の頃は虚弱体質かつ能力も低かったが、黙々と技術を磨き「そこそこ」のドリブラーに成長した。一方、高等部に進学すると茂木前監督の方針にあわず補欠の扱いを受けていたが、新監督の雨宮の指導方針に興味を示す。部内の紅白戦では前半こそ相手を翻弄したものの、スタミナのなさを露呈する結果となり、スーパーサブとして活路を見出すことになる。京都サンガF.C.所属の山瀬功治のファンであり、テクニカルコーチの雨ちゃんとはディープな話題で意気投合している。後輩の加賀美からは、雨ちゃんを巡る恋のライバルと見做されているが、本人は全く気が付いていない。
雨宮 雨（あめみや あめ）
中等部の3年生。新監督の雨宮の娘でサッカー部のテクニカルコーチ。通称「雨ちゃん」。
一見、クールだが大のサッカーマニアであり、部員に対してハイテンション気味な指導を行う。おかっぱ頭の髪型とムッチリした太股が特徴。チュッパチャプスを常に携帯している。太股を巡り部内ではサッカー経験者か否かで論争が巻き起こったが、経験者ではあるが中学1年時に地元のクラブチームに短期間在籍したのみ。その際、コーチからの処遇が基になり過労で倒れ、一時はサッカーから離れようとするが、中等部時代の今中の姿を見て憧れを抱くようになる。その後、監督を務める父の手伝いという形でサッカーに関わっている。
雨宮（あめみや）
サッカー部の新監督で中等部の元監督。
ヨハン・クライフの信奉者らしく、彼の主唱した「クライフイズム」をチームに浸透させ、「高校最後の試合で強豪相手に攻撃的なスタイルを展開して周囲を魅了し、美しく敗れよう」と提唱している。元々は基礎技術に関して厳しいものの、個性を大事にする指導者だった。中等部時代に指導を受けた部員からは「昔は頭のネジの緩んだ人じゃなかった」と評されているが、「（プレーを断念せざるを得なくなった）娘が見て一番喜ぶチームを作りたい、彼女にとって恥ずかしくないチームを作りたい」という考えが動機となっている。
望月（もちづき）
高校2年生でサッカー部のキャプテン。ポジションはゴールキーパー。背番号1。
神経質で激高しやすい性格だが、キーパーとしては堅実で滅多にペナルティエリアを離れないタイプ。ある大学にスポーツ推薦で進学しキーパーコーチの専門指導を受けることを目指していたが、茂木の転任により進路の見直しを迫られている。雨宮の指導の下では足元の技術の正確性や、エリア外に飛び出す積極性を求められている。好きな選手はジャンルイジ・ブッフォン。
滝 直正（たき なおまさ）
高校2年生でサッカー部の副キャプテン。ポジションはボランチ。背番号5。
望月とは対照的に温和だが、わりと大雑把な性格。チーム内で唯一の全国レベルの実力者でボール奪取の能力、ミドルレンジからのシュートや前線への飛び出しなどの得点力を兼ね揃える。茂木前監督のコネもあってJ1のクラブのスカウトから勧誘を受けていたがご破算となっている。その一方で視野を確保しつつパスを展開して中盤を組み立てる能力に欠ける面があるが、雨宮の指導の下で克服しようとしている。
杉下（すぎした）
高校1年生。ポジションはサイドバック。
ややヤンキー気質の性格で、身体能力を生かしたアグレッシブなプレーを持ち味としている。好きな選手はマルコ・マテラッツィ、マリオ・バロテッリ、アントニオ・カッサーノ。
阿部（あべ）
高校2年生。ポジションはフォワード。
高校からの外部進学組であり、森田とは幼稚園の頃からの親友。本職は左ウイングだが右ウイングや中盤を務めることが可能で、森田とのホットラインは茂木前監督時代から重要な得点源となっている。チームメイトには極秘に某女子高サッカー部のディフェンダーと付き合っているが、そのことは以前からバレている。
森田（もりた）
高校2年生。ポジションはフォワード。背番号9。
高校からの外部進学組であり、阿部とは幼稚園の頃からの親友。身体能力の高さと大柄な体躯を生かしたパワフルなプレーが持ち味だが、ポジショニングに難がある。好きな選手はズラタン・イブラヒモビッチ。
加賀美（かがみ）
中等部3年生。ポジションはフォワード。背番号10。
得点感覚に優れる長髪の選手。足元の正確な技術と相手の意表を突く独特のタイミングで得点を奪うが、今中以上の虚弱体質で身体能力は低く、尚且つ日光に弱い。女子生徒からの人気は高いが本人は重度の二次元マニアで三次元に関心がなく、滝からは「異次元の男」、望月からは「何かがずれている」と評されている。今中とは中等部時代からの先輩後輩の関係で、雨ちゃんを巡る恋のライバルと見ている。

### 富士鷹高校
百武（ひゃくたけ）
高校2年生。ポジションはフォワード。
技巧的なドリブルのテクニックの持ち主だが、パスサッカーを標榜する吉澤監督の構想からは外れている。律儀な性格で、対外試合のための偵察に訪れた今中と雨ちゃんの案内を務めるが、2人の偵察の目的でもあった「凄いドリブラー」が自分であることを伏せ、「ここでは不必要な存在」と自嘲気味に話す。
稲葉（いなば）
高校3年生。ポジションはミッドフィールダー。背番号10。
サッカー部の絶対的エースであり、吉澤監督の志向するパスサッカー（通称:稲葉システム）の中心を担うが、中盤の好不調がチームの結果に直結している。独善的な性格で気分屋な面もある。
吉澤（よしざわ）
サッカー部監督。パスサッカーの信奉者であり、稲葉をはじめとした全国クラスの中盤を擁する。開閉式のサングラスを愛用しているが、不機嫌な時にはそれを小刻みに動かす癖がある。

### その他
茂木（もてぎ）
木登学園高校サッカー部の元監督。かつては内容を重視する指導者だったが結果が伴わず、周囲の期待に応えるため堅実さを重視する指導者となる。木登学園を県内で中堅クラスのチームに育てるが、今中らの世代の新チームが始動した矢先に県内の私立高校へと転任した。

## 用語
木登学園高校
この作品の主な舞台となる神奈川県の中高一貫校。校名の読み方は「きと」。最寄駅はJR東日本・淵野辺駅。サッカー部は茂木監督の下で県内で中堅クラスの実力を有していたが、ベスト4の壁を破ることが出来ない。新監督の雨宮の下では3-4-3フォーメーションを採用し攻撃的スタイルを標榜している。コーチの雨ちゃんは中軸となる4人の選手を「木登の四天王」と称し、そのうちの3人に今中、滝、望月の名前を挙げている。残りの1人については明かされていなかったが第4巻で中等部3年の加賀見であることが判明する。
ヨハン・クライフ
オランダ出身の元サッカー選手であり指導者。守備を度外視して攻撃を追い求めた思想や彼の率いた「エル・ドリーム・チーム」は、作品内において「要は中二病」や「前掛かりになりすぎて、観客は見ちゃ入られないスリルを味わう」と突っ込みを入れられている。
富士鷹高校
静岡県西部の富士鷹町（架空の都市）にある県立高校。サッカー部は全国大会に通算8回の出場経験があり、2008年の高校選手権ではベスト4に進出した実績を持つ。富士鷹町は県内屈指のサッカーどころであり、静岡市清水区や藤枝市などの高校に対抗するため町ぐるみで強化を進めており、地域住民の関心も高い。

## 書誌情報
- 手原和憲『夕空のクライフイズム』小学館〈ビッグコミックス〉、全10巻
  1. 2014年4月30日発売[13]、ISBN 978-4-09-186166-5
  2. 2014年7月30日発売[14]、ISBN 978-4-09-186290-7
  3. 2014年11月28日発売[15]、ISBN 978-4-09-186599-1
  4. 2015年2月27日発売[16]、ISBN 978-4-09-186738-4
  5. 2015年5月29日発売[17]、ISBN 978-4-09-187017-9
  6. 2015年9月30日発売[18]、ISBN 978-4-09-187168-8
  7. 2015年12月28日発売[19]、ISBN 978-4-09-187364-4
  8. 2016年3月30日発売[20]、ISBN 978-4-09-187517-4
  9. 2016年6月30日発売[21]、ISBN 978-4-09-187639-3
  10. 2016年7月29日発売[22]、ISBN 978-4-09-187709-3